# Mordellistena krauseri
Mordellistena krauseri là một loài bọ cánh cứng trong họ Mordellidae. Loài này được Plaza miêu tả khoa học năm 1986.